# Reginald Victor Jones
Reginald Victor Jones CH CB CBE FRS (✰ South London, 29 de setembro de 1911;✝ Aberdeen, 17 de dezembro de 1997) foi um médico e especialista científico de inteligência militar britânico que se destacou na defesa da Inglaterra durante a Segunda Guerra Mundial.

## Vida
Jones estudou física na Universidade de Oxford. Ele se formou em 1932 e trabalhou no Laboratório Clarendon da universidade. Ele recebeu seu Ph.D. em 1934 e uma bolsa de estudos para estudar astronomia no Balliol College. A partir de 1936, ele trabalhou em problemas de defesa aérea no centro de pesquisa do Ministério da Aeronáutica Britânico em Farnborough. Durante a Segunda Guerra Mundial, ele trabalhou para a inteligência britânica como cientista, o que era uma novidade na época. Em particular, ele foi responsável por avaliar o estado da pesquisa militar alemã e desenvolver contramedidas apropriadas. Logo no início, ele apontou a autenticidade do "Relatório de Oslo", que o físico alemão Hans Ferdinand Mayer enviou anonimamente aos britânicos em 1939. Na Batalha da Grã-Bretanha em 1940, ele conseguiu analisar o sistema alemão de bombardeiros controlados por rádio Knickebein e, posteriormente, iniciou uma série de contramedidas bem-sucedidas (cada uma das quais foi adaptada às mudanças do lado alemão). Ele foi ajudado por mensagens de rádio da força aérea decifradas, que recebeu de seu compatriota Frederick Norman, de Bletchley Park. Já em 1937, Jones teve a ideia de bloquear o radar com tiras de folha de alumínio (Düppel), que foi desenvolvido por Joan Curran no lado britânico em 1942 e depois usado pela primeira vez nos ataques aéreos em Hamburgo em 1943. Os alemães também tinham ideias semelhantes, mas ambos os lados estavam relutantes em usá-las por medo de dar ao inimigo a mesma ideia.
Jones também era um especialista no sistema de foguetes V2 alemão e dirigiu o engano dos alemães sobre os sucessos do alvo em Londres com a ajuda do sistema de cruzamento duplo de agentes alemães invertidos.
Em 1946 tornou-se professor da Universidade de Aberdeen, onde permaneceu até sua aposentadoria em 1981. Lá, ele trabalhou no aprimoramento de uma grande variedade de instrumentos de medição.
Em 1942 ele foi nomeado Comandante do Império Britânico (CBE) por seu papel na Operação Biting, uma operação de comando para capturar a tecnologia de radar alemã em Bruneval. Foi nomeado Companheiro da Ordem do Banho (CB) em 1946 e membro da Ordem dos Companheiros de Honra (CH) em 1994. O R. V. Jones Intelligence Award da CIA leva seu nome, do qual Jones foi o primeiro ganhador em 1993. Foi eleito membro da Royal Society of Edinburgh em 1949 e da Royal Society of London em 1965. Ele recebeu vários doutorados honorários, incluindo da Universidade de Aberdeen. Seu livro semiautobiográfico Most Secret War foi seguido por um documentário da BBC que foi ao ar em 1977. Em 1981 proferiu a prestigiada Palestra de Natal da Royal Institution (Da Magna Carta ao Microchip).

## Citações
Jones publicou um livro em 1989 intitulado Reflections on Intelligence. Nesse livro, ele ponderou: "Eu, por exemplo, teria pouca objeção a que qualquer autoridade tivesse qualquer informação que desejasse sobre minhas ações - ou mesmo meus pensamentos - desde que eu pudesse ter certeza de que não interpretaria mal as informações para chegar a conclusões falsas sobre mim".

## Publicações
- Most Secret War: British Scientific Intelligence 1939–1945. Hamish Hamilton, London, 1978. ISBN 0-241-89746-7 (Available to borrow on Archive.org, free registration required) (Published in the US as The Wizard War with the same subtitle.)
- Instruments and Experiences. John Wiley and Sons, London, 1988. ISBN 047191763X
- Reflections on Intelligence. Heinemann, London, 1989. ISBN 0434377244